# Partido de la Gente (Uruguay)

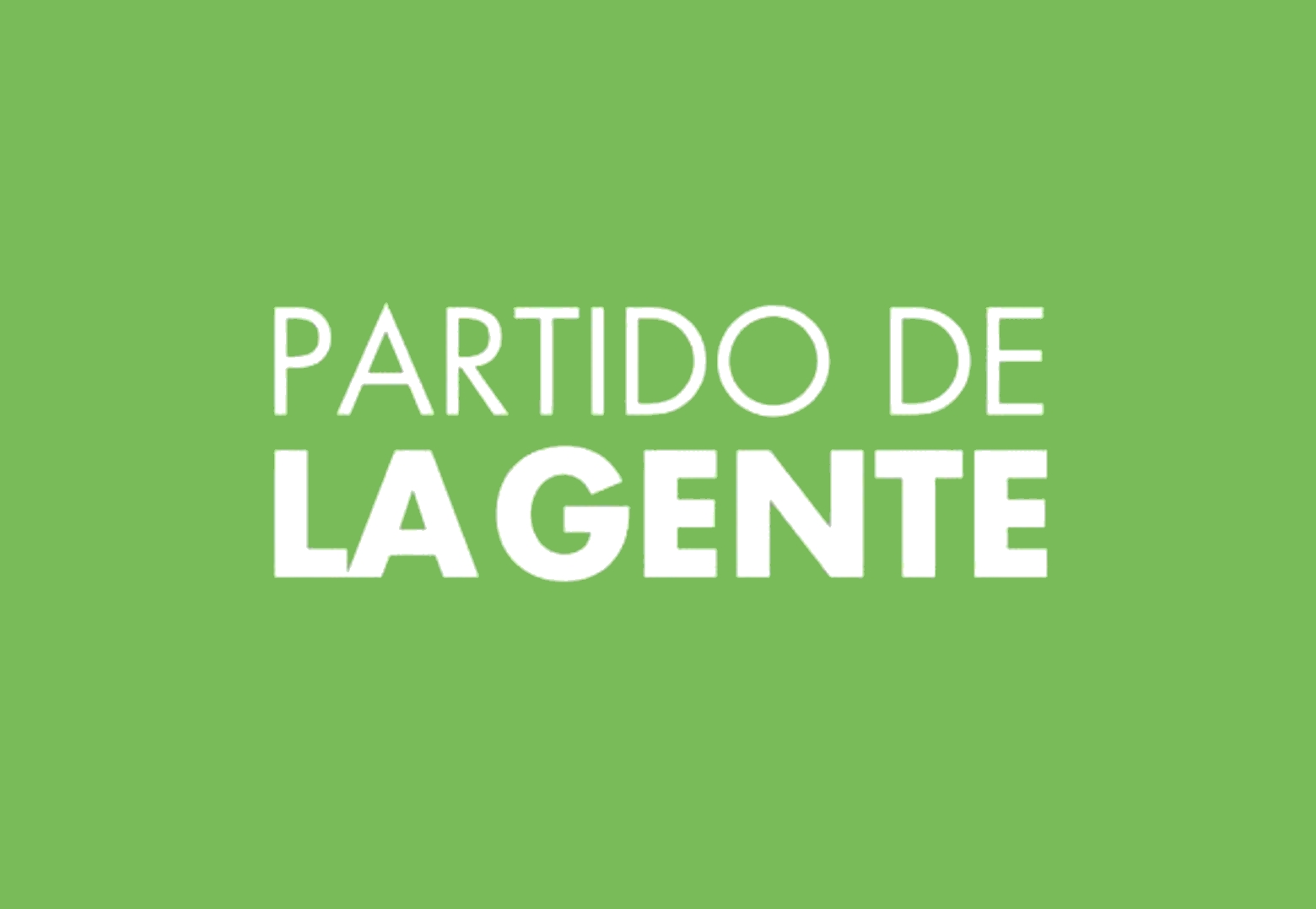
Bandera del Partido de la Gente.

El Partido de la Gente fue un partido político uruguayo fundado en 2016 con el objetivo de acercar a votantes disconformes con los partidos tradicionales de Uruguay (Partido Colorado y Partido Nacional) y con el Frente Amplio.
El movimiento fue creado por el empresario Edgardo Novick, luego de los buenos resultados conseguidos con el Partido de la Concertación, sector que en 2015 nucleó a votantes colorados y blancos para las elecciones departamentales y municipales en Montevideo.

## Orígenes
Tras una convocatoria de Edgardo Novick, se invitó a seguidores del empresario, del Partido de la Concertación y público en general, a un acto a realizarse el 7 de noviembre de 2016, en el que se presentará la nueva agrupación política. Luego del acto, se trasladarán hacia la Corte Electoral con las firmas necesarias para registrar al nuevo partido político. La reunión fundacional se realizó el viernes 4 de noviembre, en el Hotel Radisson de Montevideo.
La necesidad de registrar un lema distinto al utilizado por el Partido de la Concertación, es que "los líderes de los partidos Colorado y Nacional –que crearon la Concertación– le advirtieron que no podía utilizar esa herramienta a nivel nacional".

## Integrantes
Mostraron su apoyo al nuevo partido algunos políticos que anteriormente participaron de la Concertación, como el senador Daniel Bianchi (electo por el Partido Colorado en Colonia) y los diputados Guillermo Facello (anteriormente integrante de Vamos Uruguay del Partido Colorado) y Daniel Peña (electo por el Partido Nacional en Canelones, como integrante del sector Alianza Nacional).
En el caso del Diputado Daniel Peña, trae consigo a su bancada de ediles en la Junta Departamental de Canelones como también incorporaciones nuevas al adquirir un edil titular en la Junta Departamental de Rocha y de Florida. Además, en Montevideo cuenta con ediles que fueron elegidos por la Concertación.[cita requerida]
También integra dicho partido el exdirector de la OPP Javier de Haedo.
En junio de 2017 tuvo 3 incorporaciones más: Luis Menoret Fernández, un escribano de Colonia de 50 años que fue candidato a la Intendencia por el Frente Amplio en las elecciones municipales de 2015 se une a Novick. Menoret también fue candidato a diputado por la lista 711 del vicepresidente Raúl Sendic en octubre de 2014 y ha tenido militancia en organizaciones sociales de Colonia.
Las otras dos incorporaciones son Alejandra Facciolo, de la agrupación blanca “Leandro Gómez” que lidera Germán Fierro y Magela García Galain, que fue edil e integrante del Directorio del Partido Nacional, al que renunció. En noviembre de 2017 se unieron Graciela Beppo, Dayana Añasco, Liliana Filonenko, Martín Pertusatti y Jorge Pintos; 5 ediles del Frente Amplio en Salto.En junio de 2018 se unió el exfiscal Gustavo Zubía. En julio de 2018 se unieron Remo di Leonardi y Francisco Zunino.
Participó en las elecciones generales de 2019 con la fórmula Edgardo Novick - Daniel Peña, consiguiendo el 1.12% de los votos totales, colocándose como quinta fuerza política y adquiriendo un diputado (Peña por Montevideo). Para la segunda vuelta apoyó la candidatura de Lacalle Pou sumándose a la denominada Coalición Multicolor.
En octubre de 2022 la Corte Electoral oficializó que Partido de la Gente no tiene "autoridades válidas". Según un ministro de la Corte el partido "nunca acreditó autoridades definitivas" durante el actual periodo, debido a que "nunca se lograron las mayorías necesarias para formar una Mesa Ejecutiva Nacional". Además, con la desaparición de la esfera política de su líder, Novick, la fuerza política se dividió en dos grandes agrupaciones; por un lado el diputado Daniel Peña, y por la otra la de Pablo Paiva, cercano a Novick, que se separó del Partido y propuso la creación de uno nuevo llamado "Liberales por la Gente".

## Controversias

### Incidentes internos
El 22 de enero de 2019 la dirección del partido expulsó de sus filas al senador Daniel Bianchi, al resultar positiva la espirometría que se le realizó después de protagonizar un accidente múltiple en Punta del Este.
El 22 de marzo de 2019 el hasta entonces vicepresidente del Partido de la Gente, Guillermo Facello, fue cesado en su cargo por motivos de "conducta". Esto ocurrió luego de que la lista de Facello resolviera proponer a Gustavo Zubía como precandidato para las elecciones internas de junio de 2019 para competir contra Novick. Según informaciones de prensa, tanto Facello como Zubía se alejarían del Partido de la Gente para sumarse al Partido Colorado y apoyar la precandidatura de Julio María Sanguinetti.
El 8 de abril, Fernando Carotta anunció que también se presentaría como precandidato a presidente de la República por el Partido de la Gente.